# 이시다 요코
이시다 요코(石田燿子, 1973년 10월 7일 ~)는 일본의 가수이다. 본명은 음은 같지만 표기는 다른 石田陽子(이시다 요코)이다. 니가타현 니가타시 출신이다.

## 개요
1992년에 개최된 「애니메이션 송 싱어 오디션」의 우승을 계기로 연예계에 입사. 데뷔 싱글인 「소녀의 책략」은 30만부를 매상. 당초에는 石田よう子로 활동하다 본명인 石田陽子로 바꾸고 2000년에는 현재의 명의로 다시 바꿔 활동한다. 2011년 7월 1일에 카게야마 히로노부가 대표로 있는 SOLID VOX로 이적했다.

### 내력
- 서포터즈 클럽의 이름은「Club sweets」.
- 취미는 여행, 특기는 휘파람 연주.
- 스기야마 키요타카의 열렬한 팬.
- 2008년 결혼해 2009년에 출산하였다. 이것은 2009년 9월 13일 「이시다나이트feat.F〜새로운 생일」에서 본인이 발표 한 것.
- 이노우에 키쿠코가 교주로 있는 17세교의 일원.

## 작품

### 싱글
콜럼비아 뮤직 엔터네이먼트
소녀의 책략 1993년 3월 21일 발매
1. 소녀의 책략 (乙女のポリシー) TV 애니메이션 「미소녀전사 세일러문R」엔딩
2. 좋아한다 말해줘요 (好きと言って) TV 애니메이션 「미소녀전사 세일러문R」이미지송

상냥함의 보물상자 1994年8月1日発売
1. 상냥함의 보물상자 (やさしさの玉手箱) OVA「이상한 숲의 동료들」오프닝
2. 구름이 개이면 (雲が晴れたら) *노래 : 사이 에츠코

조금 요리사 기분 1995년 6월 21일 발매
1. 조금 요리사 기분 (ちょっぴりシェフきぶん) 「혼자서도 할 수 있다구!」(제2기) 신주제가
2. 숲속의 스프 가게 (森のスープ屋さん)

즛코케 파라다이스 1995년 11월 1일 발매
1. 즛코케 파라다이스 (ズッコケパラダイス) TV 애니메이션「즛코케 삼인조 남저택의 구루구루님」오프닝
2. 마음 속의 에버 그린 (心の中のエバーグリーン)

STRIKE WITCHES ~내가 할 수 있는 것~ 2008년 8월 20일 발매
1. 스트라이크 위치스 ~내가 할 수 있는 것~ (STRIKE WITCHES 〜わたしにできること〜) TV 애니메이션「스트라이크 위치스」오프닝
2. bookmark a head *노래 : 후쿠엔 미사토
3. 사냐의 노래 (サーニャのうた) TV 애니메이션「스트라이크 위치스」삽입곡

private wing 2010년 3월 3일 발매
1. private wing 게임「스트라이크 위치스]」오프닝

제네온 엔터테이먼트
Sugar Baby Love 2001년 10월 24일 발매
1. TV 애니메이션「작은 눈의 요정 슈가」오프닝
2. Sugar Baby Love（exciting“cute”version）
3. Snow flower *노래 : 야마모토 마리아

영원의 꽃 2002년 4월 24일 발매
1. 영원의 꽃 (永遠の花) TV 애니메이션「쪽빛보다 푸르게」오프닝
2. 이름없는 꽃 (名も知れぬ花) *노래 : 더 인디고

미소의 천재 2002년 1월 7일 발매
1. 미소의 천재 (えがおのてんさい) TV 애니메이션「쁘띠 프리 유시」오프닝
2. 말할 수 없으니까 (言えないから) TV 애니메이션「쁘띠 프리 유시」엔딩

진실의 문 2003년 2월 26일 발매
1. 진실의 문 (真実の扉) TV 애니메이션「건퍼레이드 마치 ~새로운 행군가~」오프닝
2. 어둠을 넘어서 (闇を越えて) TV 애니메이션「건퍼레이드 마치 ~새로운 행군가~」엔딩

보물 2003년 10월 29일 발매
1. 보물 (たからもの) TV 애니메이션「쪽빛보다 푸르게|쪽빛보다 푸르게~인연~」오프닝
2. power of love 「초기동방송 아니게마스터」주제가

metamorphose 2004년 4월 28일 발매
1. metamorphose * 노래 : 타카하시 요코
2. 여름빛의 조각 (夏色のカケラ) TV 애니메이션「이 추하고도 아름다운 세계」엔딩

OPEN YOUR MIND ~작은 날개를 펴고~ 2005년 1월 26일 발매
1. OPEN YOUR MIND ~작은 날개를 펴고~ (OPEN YOUR MIND 〜小さな羽根ひろげて〜) TV 애니메이션 「오! 나의 여신님」오프닝
2. 바램 (願い) TV 애니메이션 「오! 나의 여신님」엔딩

붉은 정적 (紅の静寂) ）2006년 2월 8일 발매
1. 붉은 정적 (紅の静寂) TV 애니메이션 「작안의 샤나」두 번째 엔딩
2. Grab the chance!~찬스를 잡아라!~

행복의 색 2006년 4월 26일 발매
1. 행복의 색(幸せのいろ) TV 애니메이션 「오! 나의 여신님 ~각자의 날개~」오프닝
2. 우리들의 기적 (僕らのキセキ) TV 애니메이션 「오! 나의 여신님 ~각자의 날개~」엔딩

### 앨범
제네온 엔터네이먼트
- sweets
- all of me
- Single Collection
- Hyper Yocomix 2004년 8월 25일 발매
- Hyper Yocomix 2 2006년 8월 25일 발매
- Hyper Yocomix 3 2008년 6월 25일 발매

## 출연

### TV 애니메이션
- 코지코지 (우사코）
- 시로바코 (PA WORKS)

### 라디오
- 요코의 들은 것 나이트（야마구치 방송）
- 해피 타임（야마구치 방송）※어시스턴트
- 야마노 사토코의 스마일링·파라다이스！（라디오 칸사이）※어시스턴트
- 이시다 요코의 HYPER ANISON WEB♪
- 오쿠이 마사미kiss×3（동해라디오 외）※어시스턴트
- 츠키이치!Club sweets（BEWE）